# ナサニエル (競走馬)
ナサニエル （Nathaniel, 2008年4月24日 - ） は、鹿毛の競走馬である。主な勝ち鞍は2011年キングジョージ6世&クイーンエリザベスステークス、2012年エクリプスステークスである。

## 経歴

### 競走馬
2010年に2歳戦でデビューした。初戦はフランケルの2着に敗れ、2戦目も2着だった。3歳になると初戦のメイドン戦（未勝利戦）で勝ちあがった。
その後、G2のキングエドワード7世ステークスを5馬身差で勝ち、キングジョージ6世&クイーンエリザベスステークスに75000ポンドの追加登録料を支払って参戦すると、ワークフォースやセントニコラスアビーを抑え優勝した。
4歳時には、エクリプスステークスも優勝した。秋は凱旋門賞に向かう予定だったが、熱発で回避した。
2012年のチャンピオンステークス3着を最後に引退した。

## 種牡馬時代
引退後は種牡馬としてハートフォードシャー州のニューセルズパーク牧場で繋養されている。2017年6月2日、エネイブルがオークスステークスを制して産駒G1初勝利。同馬は凱旋門賞連覇、キングジョージVI世&クイーンエリザベスステークス3勝などG1を11勝し歴史的名馬となった。

### 主な産駒
- 2014年産
  - Enable - 2017年オークスステークス、アイリッシュオークス、ヨークシャーオークス、2017年・2019年・2020年キングジョージVI世&クイーンエリザベスステークス、2017年・2018年凱旋門賞連覇、2018年ブリーダーズカップターフ、2019年エクリプスステークス
  - God Given - リディアテシオ賞
- 2016年産
  - Channel  - 2019年ディアヌ賞
  - Lady Bowthorpe - 2021年ナッソーステークス
  - Mutamakina - 2021年E.P.テイラーステークス
- 2017年産
  - Quickthorn - 2023年グッドウッドカップ
- 2019年産
  - Desert Crown ‐ 2022年ダービーステークス
  - Poptronic ‐ 2023年ブリティッシュ・チャンピオンズ・フィリーズ&メアズステークス
- 2021年産
  - You Got To Me - 2024年アイリッシュオークス

## 血統表
| ナサニエルの血統(サドラーズウェルズ系 Nearctic4×4=12.50%、Nearco5×5･5=9.38%、Hail to Reason5×4=9.38%、Native Dancer5×5=6.25%) | ナサニエルの血統(サドラーズウェルズ系 Nearctic4×4=12.50%、Nearco5×5･5=9.38%、Hail to Reason5×4=9.38%、Native Dancer5×5=6.25%) | ナサニエルの血統(サドラーズウェルズ系 Nearctic4×4=12.50%、Nearco5×5･5=9.38%、Hail to Reason5×4=9.38%、Native Dancer5×5=6.25%) | （血統表の出典）   | （血統表の出典） |
| 父 Galileo 1998 鹿毛 | 父の父Sadler's Wells 1981 鹿毛                                                                                                | Northern Dancer | Nearctic           | Nearctic         |
| 父 Galileo 1998 鹿毛 | 父の父Sadler's Wells 1981 鹿毛                                                                                                | Northern Dancer | Natalma            |                  |
| 父 Galileo 1998 鹿毛 | 父の父Sadler's Wells 1981 鹿毛                                                                                                | Fairy Bridge | Bold Reason        | Bold Reason      |
| 父 Galileo 1998 鹿毛 | 父の父Sadler's Wells 1981 鹿毛                                                                                                | Fairy Bridge | Special            |                  |
| 父 Galileo 1998 鹿毛 | 父の母Urban Sea 1989 栗毛 | Miswaki | Mr. Prospector     | Mr. Prospector   |
| 父 Galileo 1998 鹿毛 | 父の母Urban Sea 1989 栗毛 | Miswaki | Hopespringseternal |                  |
| 父 Galileo 1998 鹿毛 | 父の母Urban Sea 1989 栗毛 | Allegretta | Lombard            | Lombard          |
| 父 Galileo 1998 鹿毛 | 父の母Urban Sea 1989 栗毛 | Allegretta | Anatevka           |                  |
| 母 Magnificient Style 1993 鹿毛                                                                                               | 母の父Silver Hawk 1979 鹿毛                                                                                                   | Roberto | Hail to Reason     | Hail to Reason   |
| 母 Magnificient Style 1993 鹿毛                                                                                               | 母の父Silver Hawk 1979 鹿毛                                                                                                   | Roberto | Bramalea           |                  |
| 母 Magnificient Style 1993 鹿毛                                                                                               | 母の父Silver Hawk 1979 鹿毛                                                                                                   | Gris Vitesse | Amerigo            | Amerigo          |
| 母 Magnificient Style 1993 鹿毛                                                                                               | 母の父Silver Hawk 1979 鹿毛                                                                                                   | Gris Vitesse | Matchiche          |                  |
| 母 Magnificient Style 1993 鹿毛                                                                                               | 母の母Mia Karina 1983 黒鹿毛                                                                                                  | Icecapade | Nearctic           | Nearctic         |
| 母 Magnificient Style 1993 鹿毛                                                                                               | 母の母Mia Karina 1983 黒鹿毛                                                                                                  | Icecapade | Shenanigans        |                  |
| 母 Magnificient Style 1993 鹿毛                                                                                               | 母の母Mia Karina 1983 黒鹿毛                                                                                                  | Basin | Tom Rolfe          | Tom Rolfe        |
| 母 Magnificient Style 1993 鹿毛                                                                                               | 母の母Mia Karina 1983 黒鹿毛                                                                                                  | Basin | Delta F-No.9-f     |                  |